# Шахрназ
Шахрназ  — одна из двух дочерей (или, возможно, сестер) Джамшида, мифологического царя Ирана. В некоторых версиях Шахнаме, в том числе в московской версии, Шахрназ и её сестра Арнаваз - дочери Джамшида, но в других - его сестры.

## История
Согласно «Шахнаме» , когда Джамшид возгордился собой и потерял свою Хварну, Заххак начал войну с Джамшидом, и его приветствовали многие недовольные подданные Джамшида. Джамшид бежал из своей столицы, но Шахрназ и Арнаваз были схвачены и вынуждены стать супругами Заххака. После того, как Ферейдун окончательно победил Заххака и заключил его в тюрьму на горе Дамаванд, он женился на обеих сестрах. Шахрназ родила ему двух сыновей Тура и Салма, а Арнаваз родила ему младшего сына Ираджа. Затем Ферейдун разделил мир между своими сыновьями, отдав Рум (Рим) Салму, Туран Туру и Иран Ираджу.